# Oblast Mañğıstaw
Oblast Mañğıstaw (Kazachs: Маңғыстау облысы, Mañğıstaw oblısı) is een oblast in Kazachstan. Geografisch gezien is de provincie gelegen in het uiterste zuidwesten van het land, tussen de oostelijke oever van de Kaspische zee en de deelrepubliek Karakalpakstan in Oezbekistan. De hoofdstad van de oblast is Aqtau, een andere grote stad is Zhangaözen. De volledige oblast heeft een populatie van 607.000 inwoners.
De oblast is administratief-territoriaal ingedeeld in 7 eenheden: 5 districten (ауданы) en 2 - met district gelijkgestelde - steden (Қ.Ә.).